# Drednot
Drednot je bio predominantni tip ratnog broda u ranom 20. veku. Prvi brod takve vrste, HMS Drednot Kraljevske mornarice, ostavio je toliko snažan utisak na umove ljudi kada je porinut 1906. godine da su se slični ratni brodovi kasnije nazivali „drednotima”, a raniji ratni brodovi postali su poznati pod nazivom „predrednoti”. Drednot je bio optimizovan za borbe na dalekometnom opsegu. On je imao je dve revolucionarne karakteristike: shemu naoružanja „samo teške artiljerije”, sa više topova teškog kalibra od prethodnih brodova; i pogon parnom turbinom. Kako su drednoti postali simbol nacionalne moći, dolazak ovih novih ratnih brodova bio je presudni katalizator u intenziviranju trke u pomorskom naoružanju između Velike Britanije i Nemačke. Sa porinućem jednog broda, Drednota, odnos mornaričke moći je prevagnut preko noći. Kao rezultat toga, drednotske trke su se javljale širom sveta, uključujući Južnu Ameriku, tokom perioda koji je predhodio Prvom svetskom ratu. Konstruktorska rešenja koja su sledila su nastojala da povećaju veličinu plovila i koristila su poboljšanja u naoružanju, oklopu i pogonu tokom čitave drednotske ere. Za pet godina novi ratni brodovi nadmašili su Drednot. Ovi moćniji brodovi bili su poznati kao „super-drednoti”. Većina originalnih drednota je izbačena iz upotrebe nakon završetka Prvog svetskog rata, pod uslovima Vašingtonskog pomorskog ugovora, ali su mnogi od novijih super-drednota i korišćeni tokom Drugog svetskog rata. Jedini preživeli drednot je USS Teksas, koji se nalazi u blizini istorijske lokacije poprišta bitke za San Hasinto.
Izgradnja drednota je iziskivala ogromna sredstva početkom 20. veka, mada je do bitke flota velikih drednota došlo samo jednom. U bici kod Jilanda 1916. godine britanska i nemačka mornarica sukobile su se bez odlučujućeg ishoda. Izraz „drednot” postepeno je izašao iz upotrebe nakon Prvog svetskog rata, a posebno nakon Vašingtonskog pomorskog ugovora, jer su gotovo svi preostali ratni brodovi imali karakteristike drednota; ovaj termin se takođe može upotrebiti za opisivanje bojnih krstaša, drugog tipa broda koji je rezultat revolucije drednota.

## Poreklo
Prepoznatljivo opremanje drednota topovima velikog kalibra (engl. all-big-gun) razvijeno je u prvim godinama 20. veka dok su mornarice težile da povećaju domet i snagu naoružanja svojih ratnih brodova. Tipični ratni brod iz 1890-ih, danas poznat kao „predrednot”, imao je glavno naoružanje od četiri teška topa kalibra 12 inča (305 mm), sekundarno naoružanje od šest do osamnaest topova brze paljbe kalibarskog opsega od 4,7 in (119 mm) do 7,5 in (191 mm) i drugo manje naoružanje. To je bilo u skladu s prevladavajućom teorijom mornaričke borbe da će se bitke u početku voditi na određenoj udaljenosti, i da će se brodovi zatim približiti na kraća rastojanja za konačne udarce, kada bi kratkodometno oružje brze paljbe bilo najkorisnije. Neki modeli su imali intermedijarnu bateriju od 8-inčnih topova. Ozbiljni predlozi za potpuno naoružanje velikim topovima su distribuirani u nekoliko zemalja do 1903. godine.
Dizajnerska rešenja velikih topova su započeta gotovo simultano u tri mornarice. Godine 1904. Carska japanska mornarica je odobrila izgradnju Satsuma, prvobitno projektovanog sa dvanaest topova od 12 in (305 mm). Radovi na izgradnji tog broda su započeli u maju 1905. godine. Kraljevska mornarica započela je projektovanje HMS Drednot u januaru 1905. godine, i izgradnja broda je započeta u oktobru iste godine. Konačno, Američka ratna mornarica je u martu 1905. dobila ovlaštenje za USS Mičigen, koji je nosio osam 12-inčnih topova, a gradnja je započeta u decembru 1906. godine.
Prelazak na konstruktivna rešenja teške artiljerije izvršen je zbog toga što je uniformno naoružanje teškog kalibra nudilo prednosti u pogledu vatrene snage i kontrole vatre, a Rusko-japanski rat 1904–1905 je pokazao da bi se mornaričke bitke mogle, i da će se verovatno voditi, sa velikih rastojanja. Najnoviji topovi od 12 inča (305 mm) imali su duži domet i ispaljivali su teže granate od topova kalibra 10 in (254 mm) ili 9,2 in (234 mm). Druga moguća prednost bila je kontrola vatre; na velikim udaljenostima topovi su usmeravani posmatranjem prskanja izazvanog granatama ispaljenim u salvama, i bilo je teško protumačiti razna mesta udara izazvana različitim topovskim kalibrima. Još uvek se vodi debata o tome da li je ova karakteristika bila važna.

## Napomene
1. ↑   Koncept broda naoružanog isključivo velikim topovima bio je u razvoju nekoliko godina pre konstrukcije Drednota. Carska japanska mornarica započela je rad na ratnom brodu sa velikim topovima već 1904. godine, ali je brod završila mešovitim naoružanjem. Američka ratna mornarica gradila je brodove slične šeme naoružanja, iako je Drednot porinut pre nego što je bilo koji od tih brodova dovršen.

## Literatura
- Breyer, Siegfried (1973). Battleships and Battlecruisers of the World, 1905–1970. London: Macdonald and Jane's. ISBN 978-0-356-04191-9.
- Brown, D. K. (2003). Warrior to Dreadnought: Warship Development 1860–1905. Book Sales. ISBN 978-1-84067-529-0.
- Cuniberti, Vittorio (1903). „An Ideal Battleship for the British Fleet”. All The World's Fighting Ships. London: F.T. Jane.
- Evans, David C.; Peattie, Mark R (1997). Kaigun: Strategy, Tactics and Technology in the Imperial Japanese Navy, 1887–1941. Annapolis: Naval Institute Press. ISBN 978-0-87021-192-8.
- Fairbanks, Charles (1991). „The Origins of the Dreadnought Revolution”. International History Review. 13 (2): 246—272. doi:10.1080/07075332.1991.9640580.
- Forczyk, Robert (2009). Russian Battleship vs Japanese Battleship, Yellow Sea 1904–05. London: Osprey. ISBN 978-1-84603-330-8.
- Friedman, Norman (1978). Battleship Design and Development 1905–1945. Conway Maritime Press. ISBN 978-0-85177-135-9.
- Friedman, Norman (1985). US Battleships: An Illustrated Design History. Annapolis: Naval Institute Press. ISBN 978-0-87021-715-9.
- Gardiner, Robert, ур. (1992). The Eclipse of the Big Gun. London: Conways. ISBN 978-0-85177-607-1.
- Gardiner, Robert; Lambert, Andrew, ур. (2001). Steam, Steel and Shellfire: The Steam Warship 1815–1905. Conway's History of the Ship. Book Sales. ISBN 978-0-7858-1413-9.
- Gray, Randal (1985).  Gardiner, Robert, ур. Conway's All the World's Fighting Ships, 1906–1921. Naval Institute Press. ISBN 978-0-87021-907-8.
- Gibbons, Tony (1983). The Complete Encyclopedia of Battleships and Battlecruisers: A Technical Directory of all the World's Capital Ships from 1860 to the Present Day. London: Salamander Books. ISBN 978-0-517-37810-6.
- Greger, René (1993). Schlachtschiffe der Welt (на језику: German). Stuttgart: Motorbuch Verlag. ISBN 978-3-613-01459-6.
- Gröner, Erich (1990). German Warships 1815–1945. Volume One: Major Surface Vessels. Annapolis: Naval Institute Press. ISBN 978-0-87021-790-6.
- Herwig, Holger (1980). "Luxury" Fleet: The Imperial German Navy 1888–1918. Amherst: Humanity Books. ISBN 978-1-57392-286-9.
- Ireland, Bernard; Grove, Eric (1997). Jane's War At Sea 1897–1997. London: Harper Collins. ISBN 978-0-00-472065-4.
- Jentschura, Hansgeorg; Jung, Dieter; Mickel, Peter (1977). Warships of the Imperial Japanese Navy, 1869–1945. London: Arms & Armor Press. ISBN 978-0-85368-151-9.
- Keegan, John (1999). The First World War. London: Pimlico. ISBN 978-0-7126-6645-9.
- Kennedy, Paul M. (1983). The Rise and Fall of British Naval Mastery. London: Macmillan. ISBN 978-0-333-35094-2.
- Kennedy, Ludovic (1991). Pursuit: The Sinking of the Bismarck. London: Fontana. ISBN 978-0-00-634014-0.
- Lambert, Nicholas A. (1999). Sir John Fisher's Naval Revolution. University of South Carolina. ISBN 978-1-57003-277-6.
- Mackay, Ruddock F. (1973). Fisher of Kilverstone. Oxford: Clarendon Press. ISBN 978-0-19-822409-9.
- Marder, Arthur J. (1964). The Anatomy of British Sea Power: A History of British Naval Policy in the Pre-Dreadnought Era, 1880–1905. Frank Cass & Co.
- Massie, Robert (2004). Dreadnought: Britain, Germany, and the Coming of the Great War. London: Pimlico. ISBN 978-1-84413-528-8.
- Massie, Robert (2005). Castles of Steel: Britain, Germany, and the Winning of the Great War at Sea. London: Pimlico. ISBN 978-1-84413-411-3.
- Parkes, Oscar (1990) [1957]. British Battleships. Annapolis: Naval Institute Press (reprint of Seeley Service & Co. edition). ISBN 978-1-55750-075-5.
- Phillips, Russell (2013). A Fleet in Being: Austro-Hungarian Warships of WW1 (Paperback). Shilka Publishing. ISBN 9780992764807.
- „Sea Fighter Nevada Ready For Her Test”. The New York Times. 26. 10. 1915. стр. 12. Приступљено 9. 10. 2018.
- Sondhaus, Lawrence (2001). Naval Warfare 1815–1914. London: Routledge. ISBN 978-0-415-21478-0.
- Sumida, Jon Tetsuro (oktobar 1995). „Sir John Fisher and the Dreadnought: The Sources of Naval Mythology”. The Journal of Military History. Society for Military History. 59 (4): 619—637. JSTOR 2944495. doi:10.2307/2944495.
- Archibald, E. H. H. (1984). The Fighting Ship in the Royal Navy 1897–1984. Blandford. ISBN 978-0-7137-1348-0.
- Brooks, John (2005). Dreadnought Gunnery at the Battle of Jutland: The Question of Fire Control. Routledge. ISBN 978-0-7146-5702-8.
- Brown, D. K. (2003) [1999]. The Grand Fleet: Warship Design and Development 1906–1922. Caxton Editions. ISBN 978-1-84067-531-3.
- Corbett, Sir Julian (1994). Maritime Operations In The Russo-Japanese War 1904–1905. Naval Institute Press. ISBN 978-1-55750-129-5. Originally Classified and in two volumes.
- Gardiner, Robert, ур. (1980). Conway's All the World's Fighting Ships, 1922–1946. London: Conway Maritime Press. ISBN 978-0-85177-146-5.
- Johnston, Ian; Buxton, Ian (2013). The Battleship Builders - Constructing and Arming British Capital Ships. Annapolis: Naval Institute Press. ISBN 978-1-59114-027-6.
- Sumida, Jon Tetsuro (januar 1990). „British Naval Administration and Policy in the Age of Fisher”. The Journal of Military History. Society for Military History. 54 (1): 1—26. JSTOR 1985838. doi:10.2307/1985838.